# Femke Koková
Femke Koková (* 5. října 2000 Nij Beets) je nizozemská rychlobruslařka.
Na podzim 2018 začala závodit v Světovém poháru juniorů, na juniorském světovém šampionátu 2019 vybojovala šest medailí, z toho tři zlaté. V seniorských závodech se poprvé představila v roce 2020, kdy získala na Mistrovství Evropy stříbrnou medaili v týmovém sprintu a v závodě na 500 m skončil čtvrtá. V únoru toho roku debutovala v seniorském Světovém poháru a následně vyhrála týmový sprint na Mistrovství světa na jednotlivých tratích 2020. Na Mistrovství Evropy 2021 získala ve sprinterském víceboji bronzovou medaili. V ročníku 2020/2021 Světového poháru zvítězila v celkovém hodnocení v závodech na 500 m, následně získala na MS 2021 v závodě na 500 m stříbro. Z Mistrovství Evropy 2022 si přivezla zlatou medaili z tratě 500 m a stříbrnou medaili z dvojnásobné distance. Startovala na ZOH 2022 (500 m – 6. místo) a krátce poté zvítězila v týmovém sprintu a získala stříbro ve sprinterském víceboji světovém šampionátu 2022.